# 공화국 광장 (플젠)

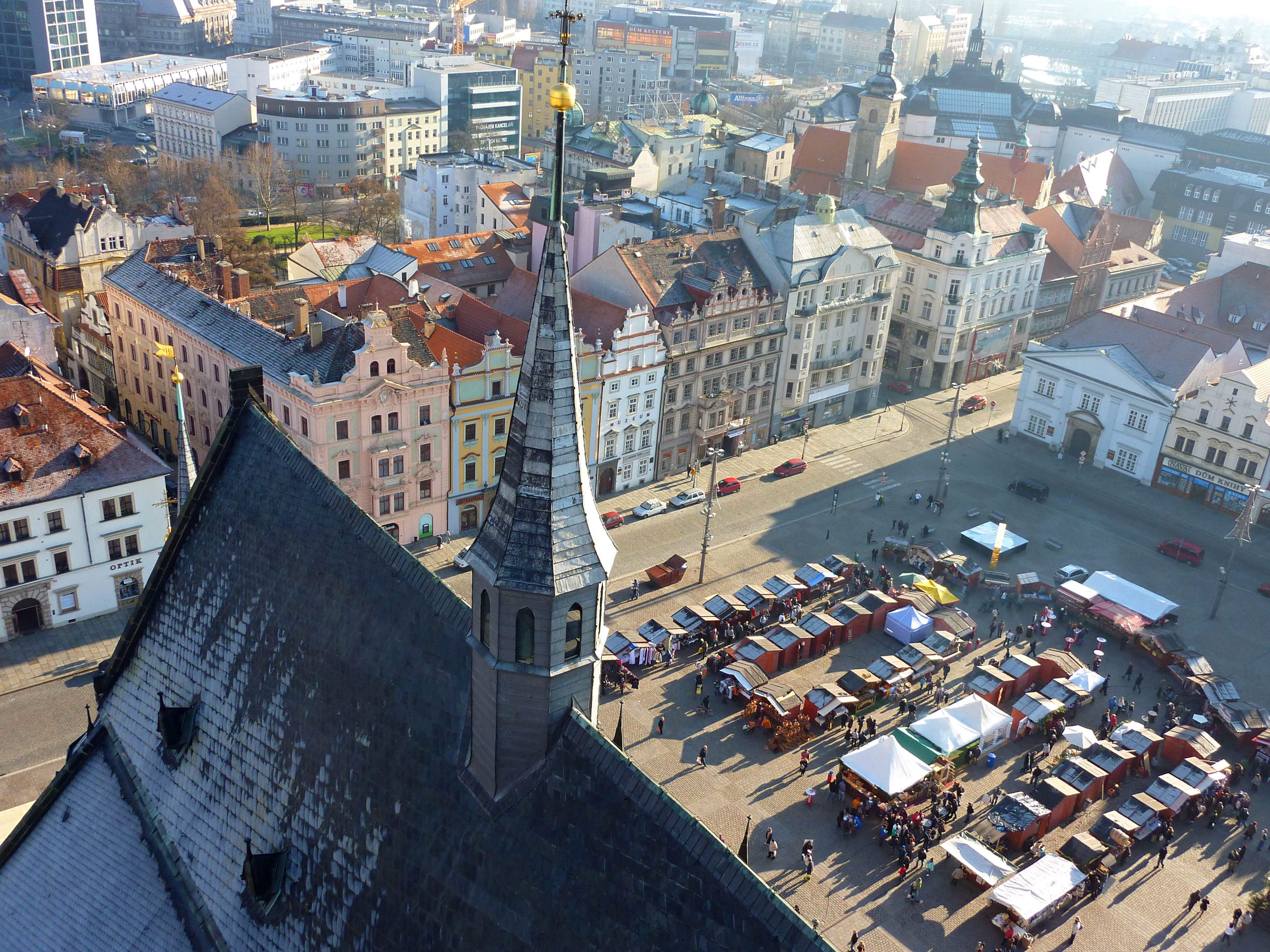
공화국 광장

레푸블리키 광장(체코어: Náměstí Republiky) 또는 공화국 광장은 체코 플젠 중심부에 위치한 광장이다. 크기는 552 by 627 피트 (168 m × 191 m)으로, 체코에서 가장 큰 중세 광장 중 하나다.
플젠은 13세기 말에 도시로 등장했으며, 그때부터 광장이 존재했다.
16세기 초에 물 공급이 중요해졌다. 기계식 펌프가 있는 급수탑이 세워졌으며, 물은 납 저수조에 저장되어 나무 파이프를 통해 중앙 광장의 공공 분수로 공급되었다.
광장의 건물은 주로 고딕과 르네상스 양식으로 지어졌다.